# Horváth Ilona (evezős)
Horváth Ilona, románul Elena Horvat, férjezett nevei Oprea, Florea (Lujzikalagor, 1958. július 4. –) olimpiai és világbajnok csángómagyar származású román evezős.

## Pályafutása
Három olimpián vett részt (1976, 1980, 1994). Az 1984-es Los Angeles-i olimpián kormányos nélküli négyesben aranyérmes lett társaival. 1974 és 1985 között egy világbajnoki arany-, két ezüst-, és öt bronzérmet szerzett.

## Sikerei, díjai
- Olimpiai játékok – kormányos nélküli négyes
  - aranyérmes: 1984, Los Angeles (kétpárevezős)
- Világbajnokság
  - aranyérmes: 1985 (kormányos nélküli négyes)
  - ezüstérmes (2): 1979, 1983 (kormányos nélküli négyes)
  - bronzérmes (5): 1974, 1975 (nyolcas), 1978 (kormányos négyes), 1981 (kormányos nélküli négyes), 1982 (kormányos négyes)